# Элпидий Лионский
Элпидий (лат. Elpidius,Helpidius; умер в 422) — епископ Лионский с 410 года, святой (день памяти — 2 сентября).
Святой Элпидий стал епископом Лионским в 410 году после святого Антиоха. Житие Элпидия не сохранилось, однако в епископских списках отмечена его «добрая служба епархии». Мощи святого находятся в лионском храме Святого Юста.
Преемником святого Элпидия на епископской кафедре стал Сихарий.